# Pholistoma membranaceum
Pholistoma membranaceum är en strävbladig växtart som först beskrevs av George Bentham, och fick sitt nu gällande namn av Lincoln Constance. Pholistoma membranaceum ingår i släktet Pholistoma och familjen strävbladiga växter. Inga underarter finns listade i Catalogue of Life.

## Bildgalleri

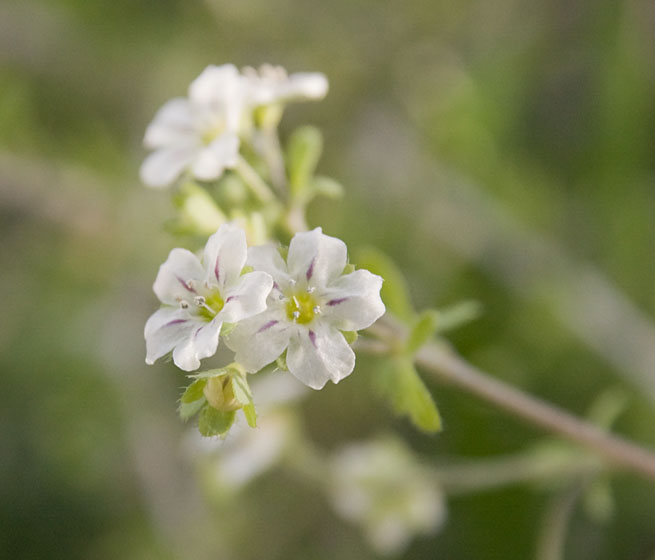
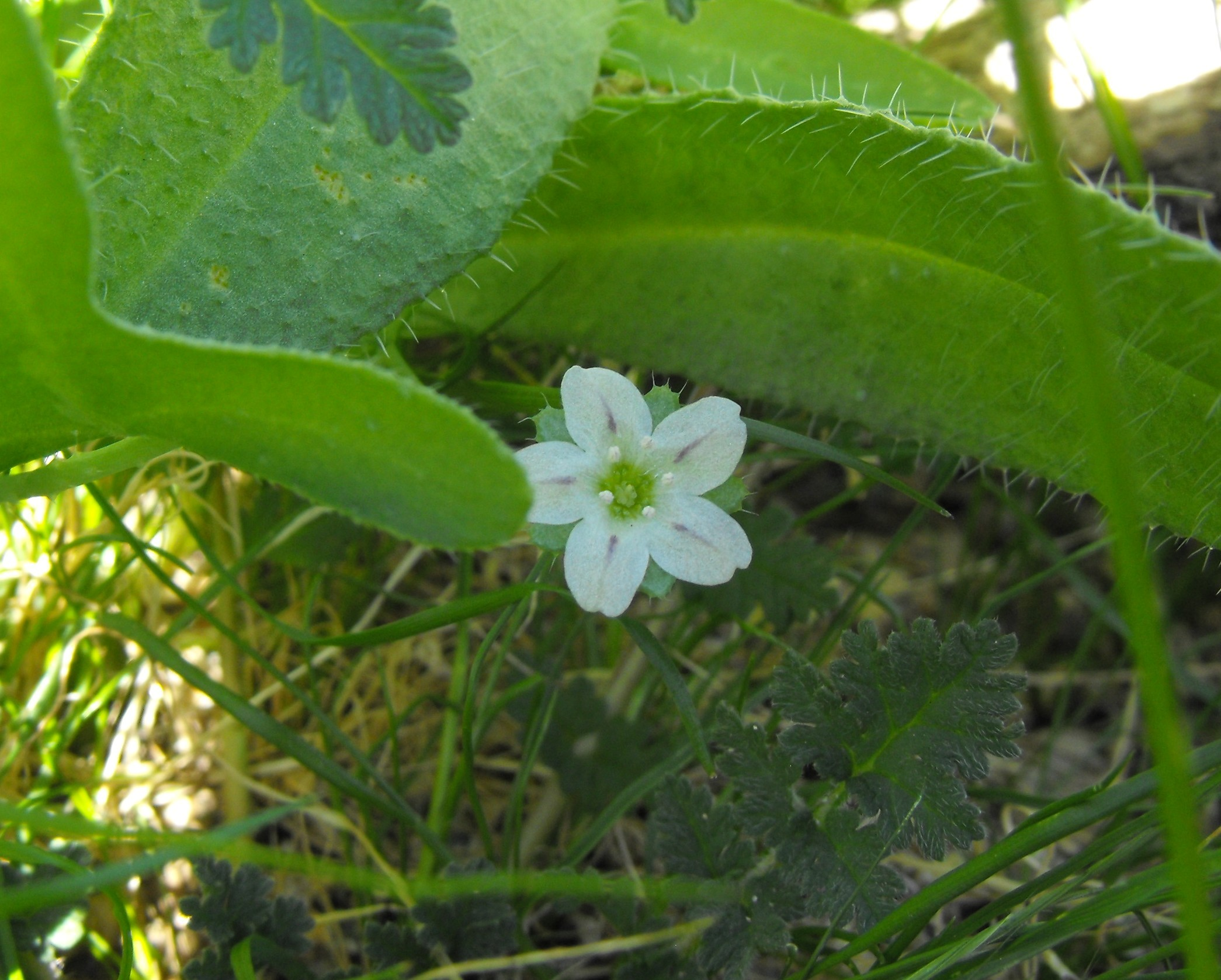
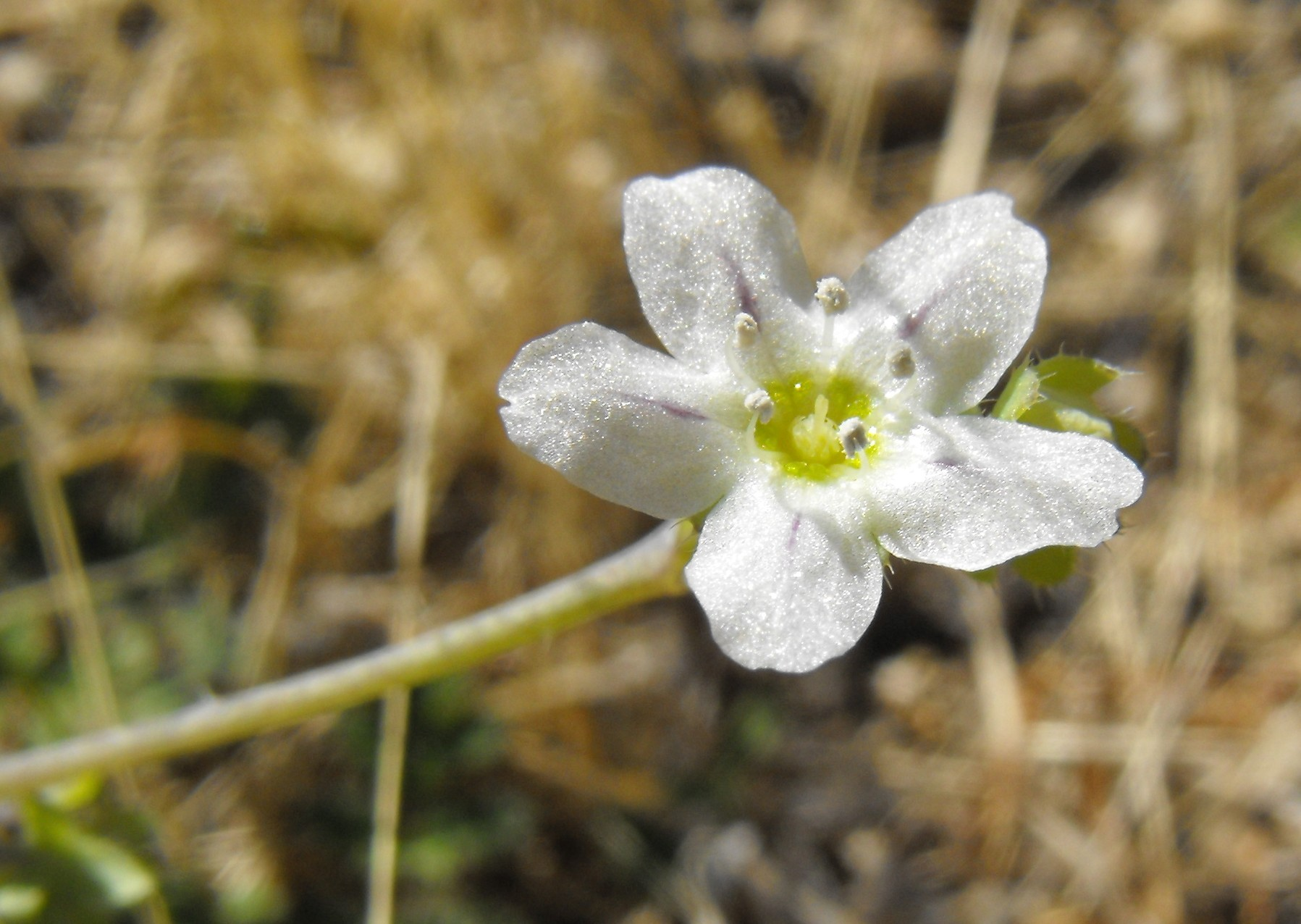